# مایکل اندرسون (کارگردان)
مایکل اندرسون (انگلیسی: Michael Anderson؛ ( ۳۰ ژانویه ۱۹۲۰ – ۲۵ آوریل ۲۰۱۸ ) یک کارگردان اهل بریتانیا بود. وی بین سال‌های ۱۹۴۹ تا ۱۹۹۹ میلادی فعالیت می‌کرد.

## فیلم‌شناسی
- سرباز آنجلو (۱۹۴۹)
- زنان ساحلی (۱۹۵۰)
- جهنم فروخته شده است (۱۹۵۱)
- شب دوست ما بود (۱۹۵۱)
- آیا هر آقا خواهد بود (۱۹۵۲)
- خانه تیراندازی (۱۹۵۴)
- منفجرکننده‌های سد (۱۹۵۵)
- ۱۹۸۴ (۱۹۵۶)
- دور دنیا در هشتاد روز (۱۹۵۶)
- حادثه یانگ تسه (۱۹۵۷)
- سایه کج را تعقیب کنید (۱۹۵۸)
- با شیطان دست تکان دهید (۱۹۵۹)
- خراب های مری دیار (۱۹۵۹)
- همه آدمهای جوان زیبا (۱۹۶۰)
- لبه برهنه (۱۹۶۱)
- پرواز از آسیا (۱۹۶۳)
- وحشی و شگفت انگیز (۱۹۶۵)
- عملیات کراسبو (۱۹۶۵)
- خاطرات کوئیلر (۱۹۶۶)
- کفش های ماهیگیر (۱۹۶۹)
- پاپ جو-آن (۱۹۷۲)
- دکتر وحشی: مرد برنز (۱۹۷۵)
- رفتار غیرقابل قبول (۱۹۷۵)
- فرار لوگان (۱۹۷۶)
- ارکا (۱۹۷۷)
- دومینیک (۱۹۷۸)
- تاریخچه مریخ (۱۹۸۰) (تلویزیون)
- قتل با تلفن (۱۹۸۲)
- دومین خوش شانس (۱۹۸۴)
- تعطیلات جداگانه (۱۹۸۶)
- شمشیر گیدون (تلویزیون-۱۹۸۷)
- جواهرفروشی (۱۹۸۸)
- هزاره (۱۹۹۰)
- کاترین جوان (۱۹۹۱) (تلویزیون)
- گرگ دریا (۱۹۹۳) (تلویزیون)
- طلای سخت (۱۹۹۴) (تلویزیون)
- کاپیتان شجاع (۱۹۹۶) (تلویزیون)
- ۲۰٬۰۰۰ فرسنگ زیر دریا (۱۹۹۷) (تلویزیون)
- تابستان میمونها (۱۹۹۸)
- ماجراهای جدید پینوکیو (۱۹۹۹)